# Sex on Fire
Sex on Fire är den första singeln från Kings of Leons fjärde studioalbum Only by the Night. Låten gav Kings of Leon deras första #1-singel i Australien, Finland, Irland och Storbritannien, och gick in på förstaplatsen på UK Singles Chart enbart baserat på nedladdningar, innan singeln släpptes i fysiskt format. 
Den har också sålt bra i USA, den nådde förstaplatsen på Hot Modern Rock Tracks och nådde #56 på Billboard Hot 100, deras bästa listplacering i hemlandet på den förstnämnda topplistan. Låten nominerades till två Grammys 2008 för "Best Rock Song" och "Best Rock Vocal Performance by a Duo or Group" och vann den sistnämnda kategorin. Förutom detta fick albumet en nominering för "Best Rock Album".
Channel V Australia kallade låten för 2008's tredje största hit. Den röstades fram som nummer ett på Triple J Hottest 100 countdown for 2008. 
Den 5 april 2009 hade singeln sålt i 608 950 exemplar i Storbritannien, och är den mest nerladdade singeln någonsin i Storbritannien. "Sex on Fire" har hittills sålt 805 000 digitala nedladdningar i USA.

## Musikvideo
Musikvideon regisserades av Sophie Muller. Hittills (juli 2009) har videon setts mer än 19 miljoner gånger på Youtube.

## Listplaceringar
| Topplista (2008)                          | Högsta placering |
| ----------------------------------------- | ---------------- |
| Australien                                | 1                |
| Österrike                                 | 29               |
| Belgian Ultratop 50 Singles (Flanders)    | 10               |
| Canadian Hot 100                          | 22               |
| Danmark                                   | 12               |
| Holland                                   | 16               |
| Finland                                   | 1                |
| Tyskland                                  | 43               |
| Irland                                    | 1                |
| Nya Zeeland                               | 2                |
| Sverigetopplistan                         | 40               |
| Schweiz                                   | 54               |
| Turkiet                                   | 20               |
| UK Singles Chart                          | 1                |
| U.S. Billboard Hot 100                    | 56               |
| U.S. Billboard Hot Modern Rock Tracks     | 1                |
| U.S. Billboard Hot Mainstream Rock Tracks | 24               |

### Certifikat
| Land      | Certification | Försäljningssiffror |
| --------- | ------------- | ------------------- |
| Australia | 3xPlatinum    | 210,000+            |

## Utgivningsdatum
| Region         | Date              |
| -------------- | ----------------- |
| Europa         | 5 september 2008  |
| USA            | 9 september 2008  |
| Storbritannien | 15 september 2008 |